# Karl Heinz Lengwenings

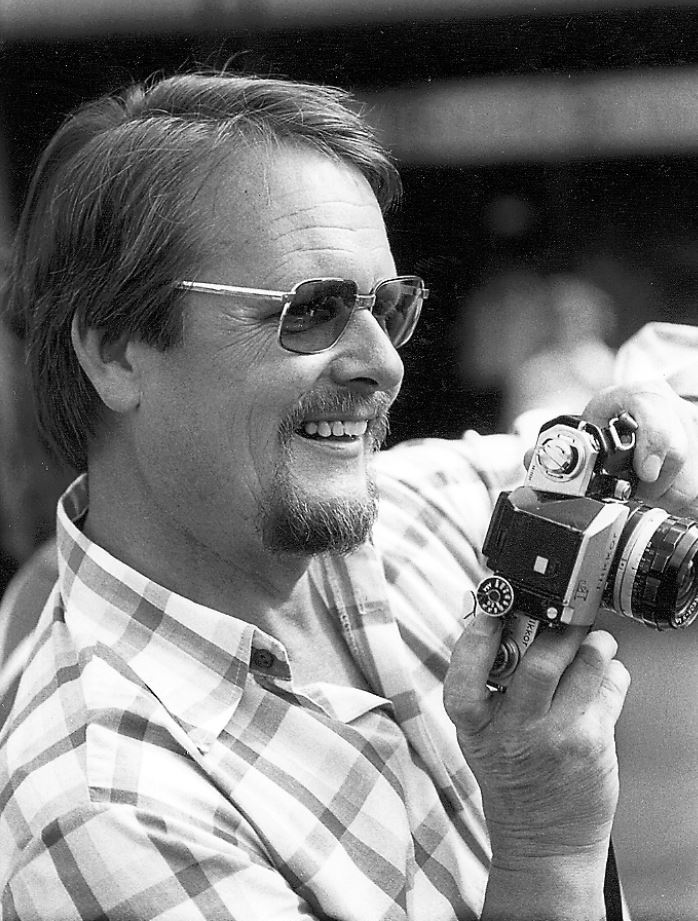
Porträt Pressefotograf Karl Heinz Lengwenings – aufgenommen während einer Fotoreportage in den 70er Jahren in Krefeld.

Karl Heinz Lengwenings (* 10. Februar 1927 in Krefeld; † 18. Juni 2017 in Krefeld) war beruflich als Pressefotograf/Fotograf und Bildjournalist bei verschiedenen Tageszeitungen, Medien, Institutionen und Unternehmen tätig.

## Leben und Ausbildung
Lengwenings war im Zweiten Weltkrieg lange Zeit in Rostock, wo er bei den Heinkel-Werken ein Ingenieur-Praktikum im Flugzeugbau absolvierte. Weitere Stationen folgten im Arbeitsdienst, Wehrdienst und Gefangenschaft in Frankreich. Nach der Rückkehr machte er einen Fotografenausbildung bei Foto Knipscher mit den Schwerpunkten Labortätigkeit, Porträt und Reportagefotografie. Er heiratete am 24. April 1954 seine Ehefrau Edith, geborene Serocka, die in Königsberg geboren wurde. Aus der Ehe entstammen die Söhne Peter (* 2. September 1960) und Thomas (* 12. März 1965). Die Ehe bestand über 63 Jahre bis zum Tod von Karl Heinz Lengwenings. Von 1957 bis 1962 betrieb Lengwenings gemeinsam mit seiner Ehefrau ein Fotofachgeschäft auf der Friedrichsstraße in Krefeld. Sein Lebensmotto lautete: "Ein Tag ohne Lächeln ist ein verlorener Tag." (Zitat von Charlie Chaplin)

## Beruflicher Werdegang
Von 1954 bis 1965 arbeitete Lengwenings als Pressefotograf bei der Neue Rhein/Neue Ruhr Zeitung (NRZ) in Krefeld. Von 1965 bis 1970 war er als Bildjournalist für die Westdeutsche Zeitung (WZ) in Krefeld tätig. 1970 wechselte er schließlich zur Stadt Krefeld, wo er bis zu seinem Ruhestand im Jahr 1989 die Stadtbildstelle leitete (späteres Presseamt). Dort dokumentierte er fotografisch und redaktionell nahezu alle Ereignisse und Aktivitäten rund um die Stadt Krefeld – neben den aktuellen Tagesgeschehnissen waren es insbesondere gesellschaftspolitische, zeithistorische, kulturelle und sportliche Anlässe sowie Veranstaltungen, Festakte und Jubiläen. Daneben fotografierte er freiberuflich für diverse überregionale Medien (Stern und Bild) und Unternehmen sowie Privatkunden. Mit Eintritt in den Ruhestand 1989 fotografierte er weiterhin als Freiberufler regional wie überregional für Privatpersonen und Unternehmen.

## Archiv
In seiner jahrzehntelangen Tätigkeit als Fotograf und Zeit-Chronist hat Lengwenings ein umfangreiches privates Archiv erschaffen, das mehrere hunderttausend Schwarz-Weiß-Negative umfasst – explizit von den Jahren 1954 bis 1970. In den Jahren 1970 bis 1989 wurden alle fotografischen Zeitdokumente im offiziellen Archiv der Stadt Krefeld aufgenommen.

Auszüge aus dem Pressearchiv Karl Heinz Lengwenings
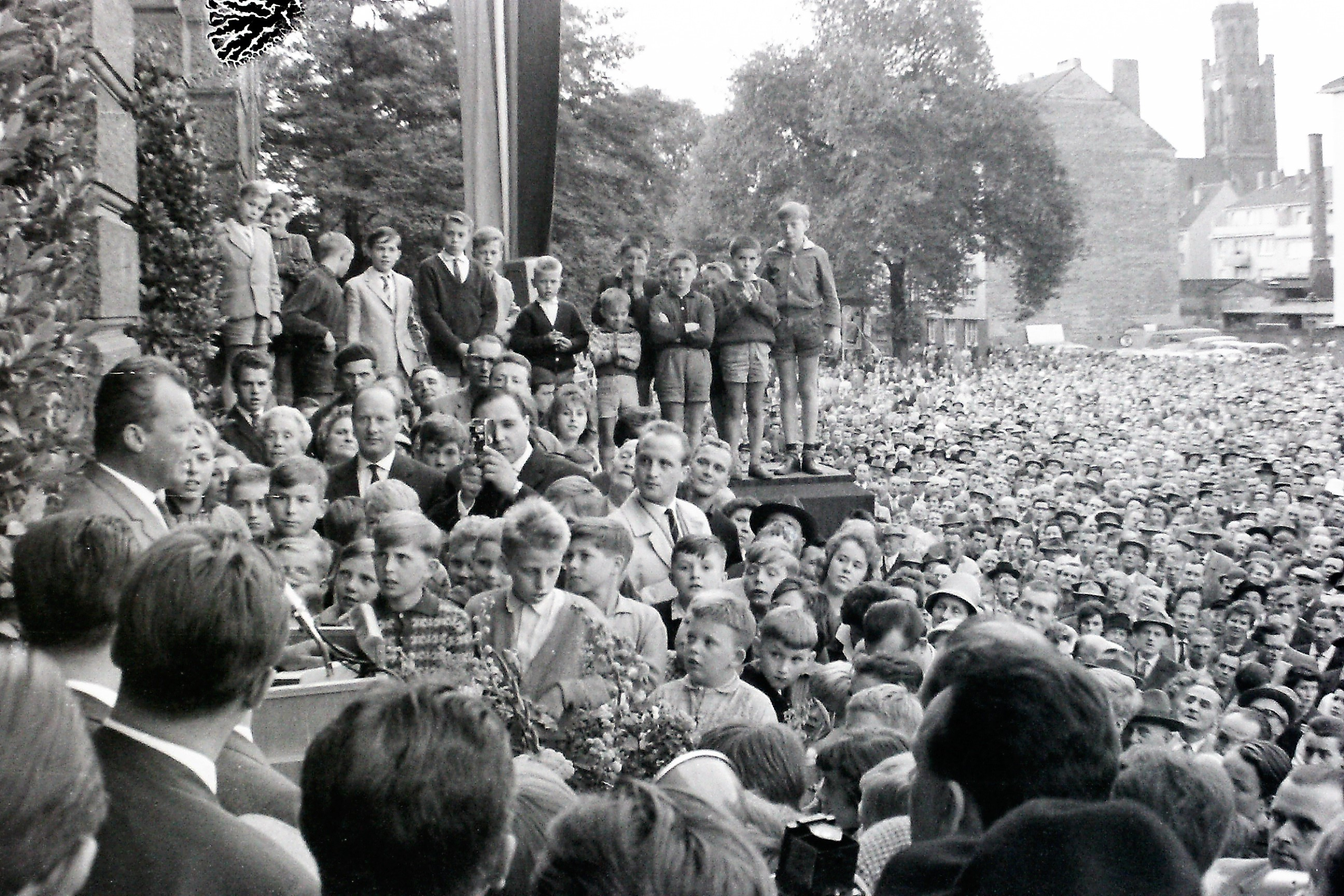
Willy Brandt besuchte am 30. Juni 1961 mit einer Delegation Krefeld. Vor dem Eingangsportal vom Kaiser-Wilhelm Museum hielt er eine Rede. Im Hintergrund ist die Dionysius-Kirche zu sehen.
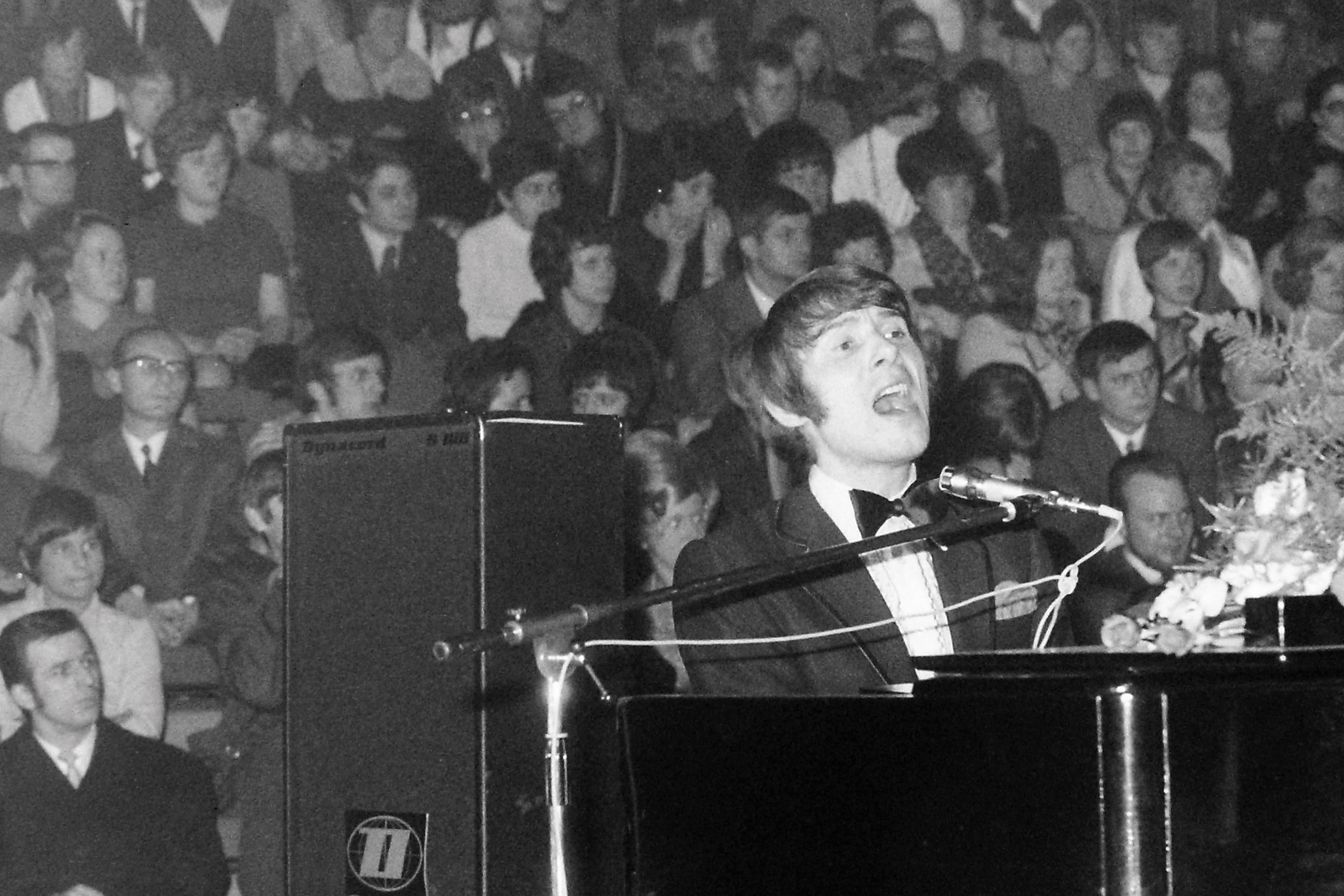
Udo Jürgens bei einem Konzert im Januar 1970 in der Krefelder Niederrheinhalle.
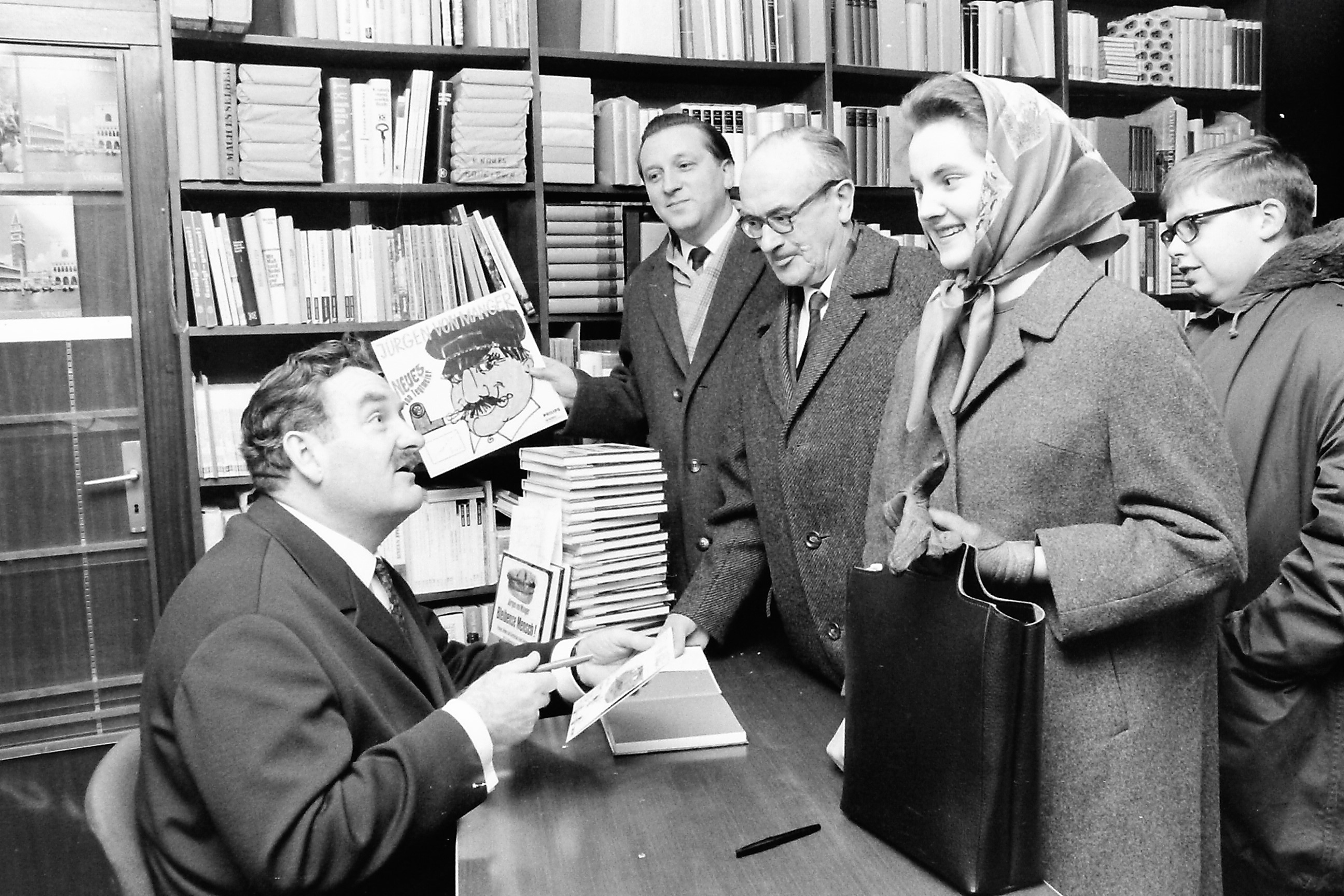
Jürgen von Manger während einer Autogrammstunde anlässlich einer Buchvorstellung in der Krefelder Bücherei Greven im Dezember 1967.
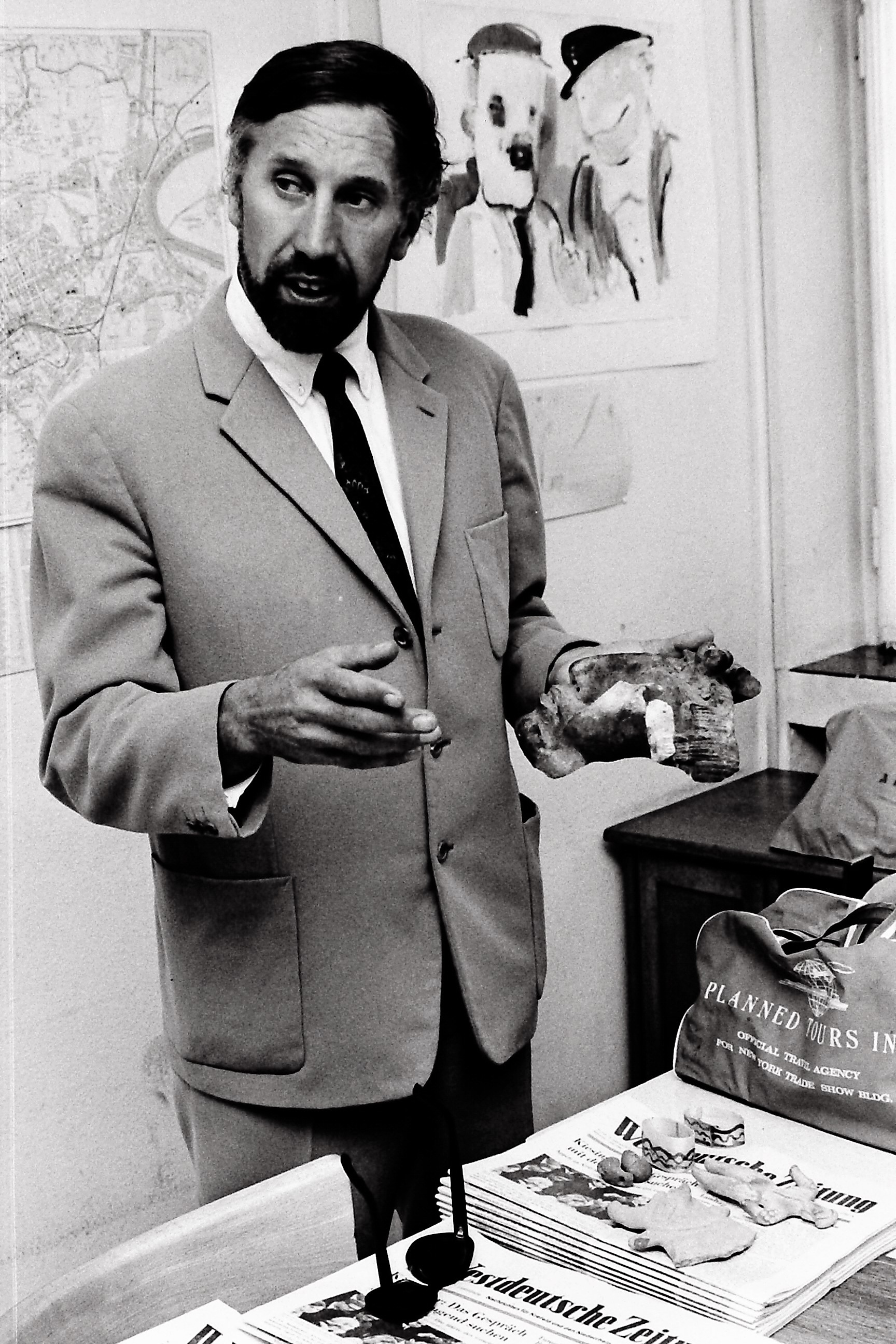
Herbert Zangs nach seiner Rückkehr aus den USA wieder in Krefeld.
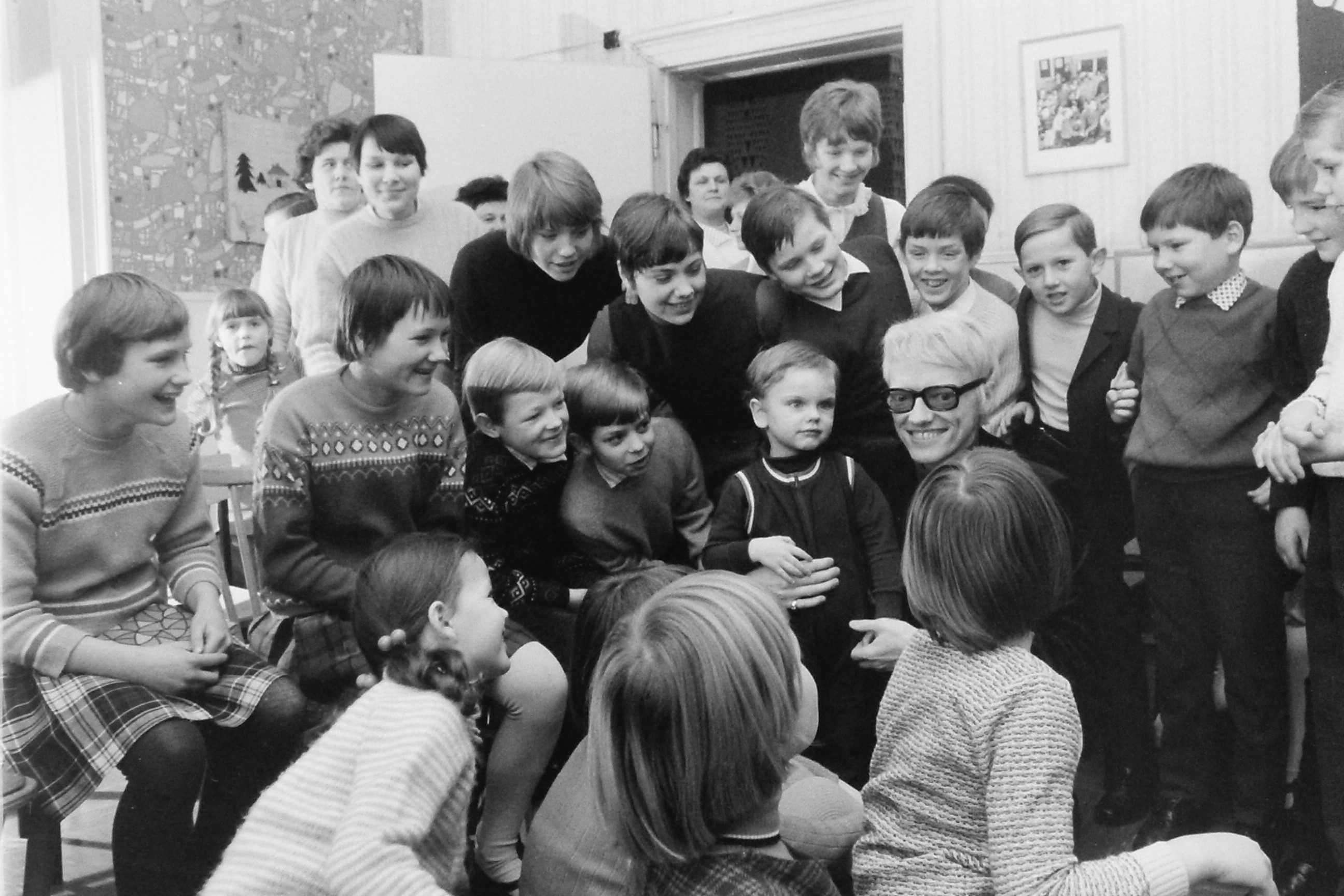
Schlagerstar Heino besucht das Krefelder Kinderheim Bruckhausen am 7. November 1970.
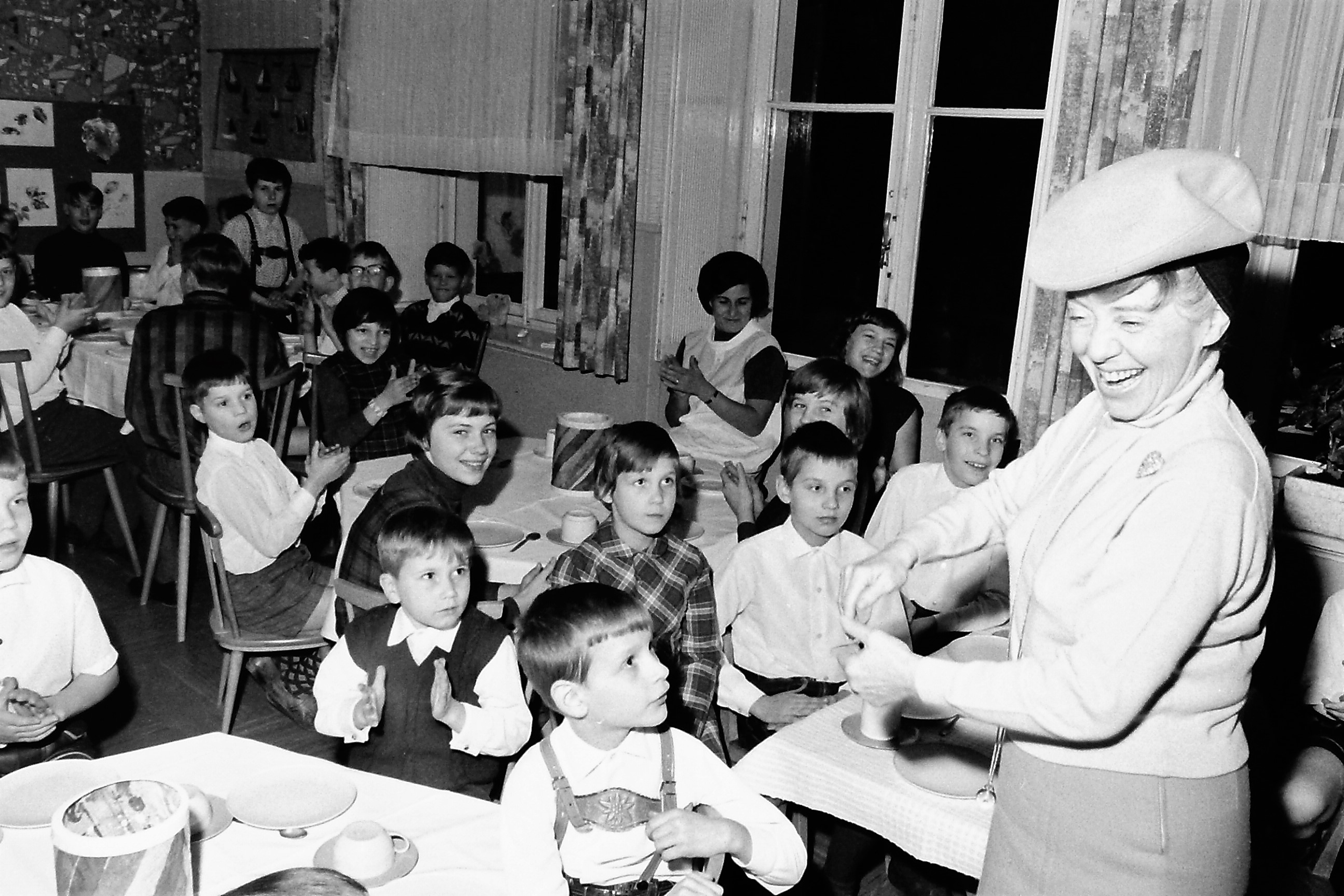
Schauspielerin Inge Meysel besucht das Krefelder Kinderheim Bruckhausen im November 1967.
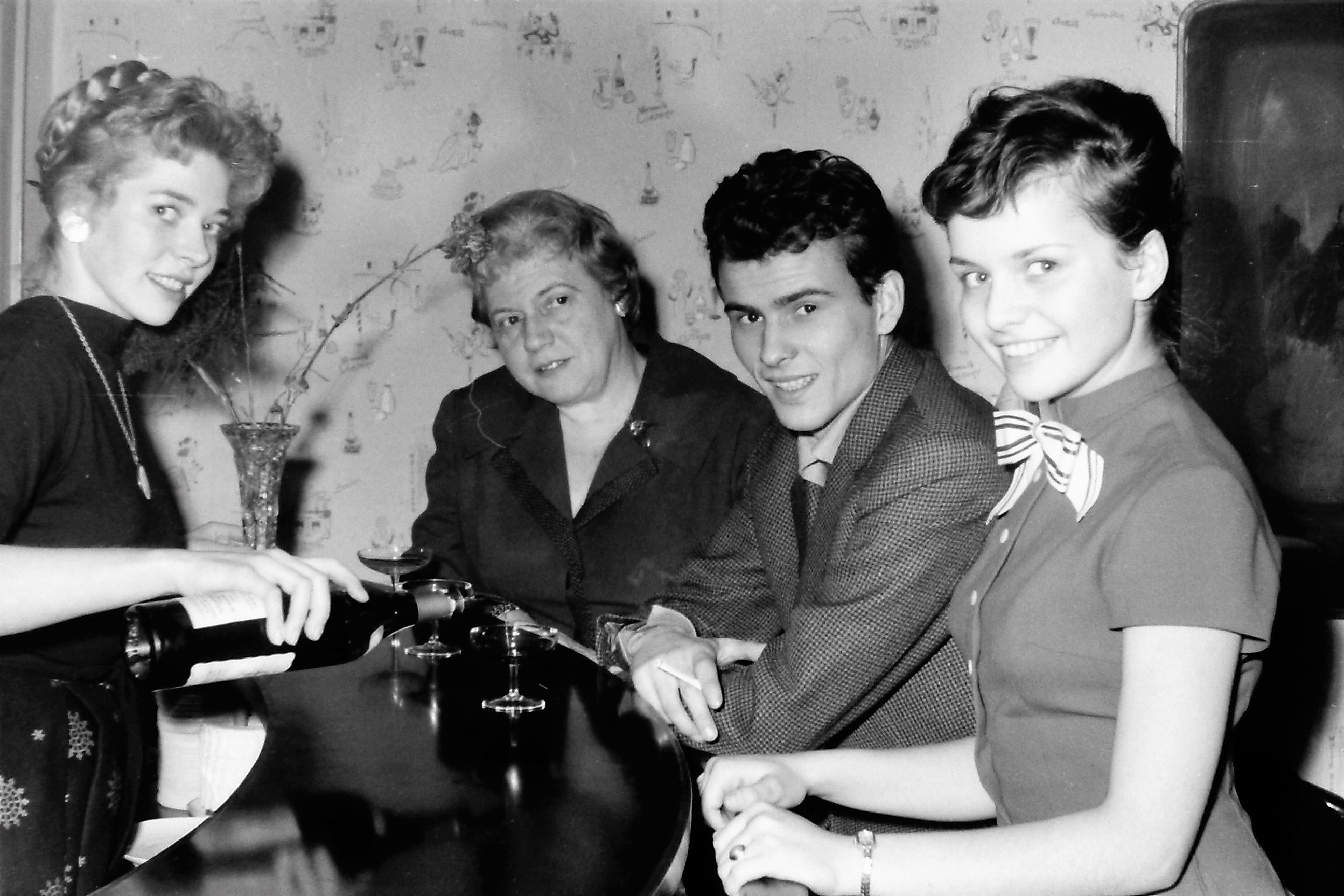
Schauspieler Horst Buchholtz besucht das Krefelder Kino Seidenfaden anlässlich einer Filmpremiere Ende der 50er Jahre.
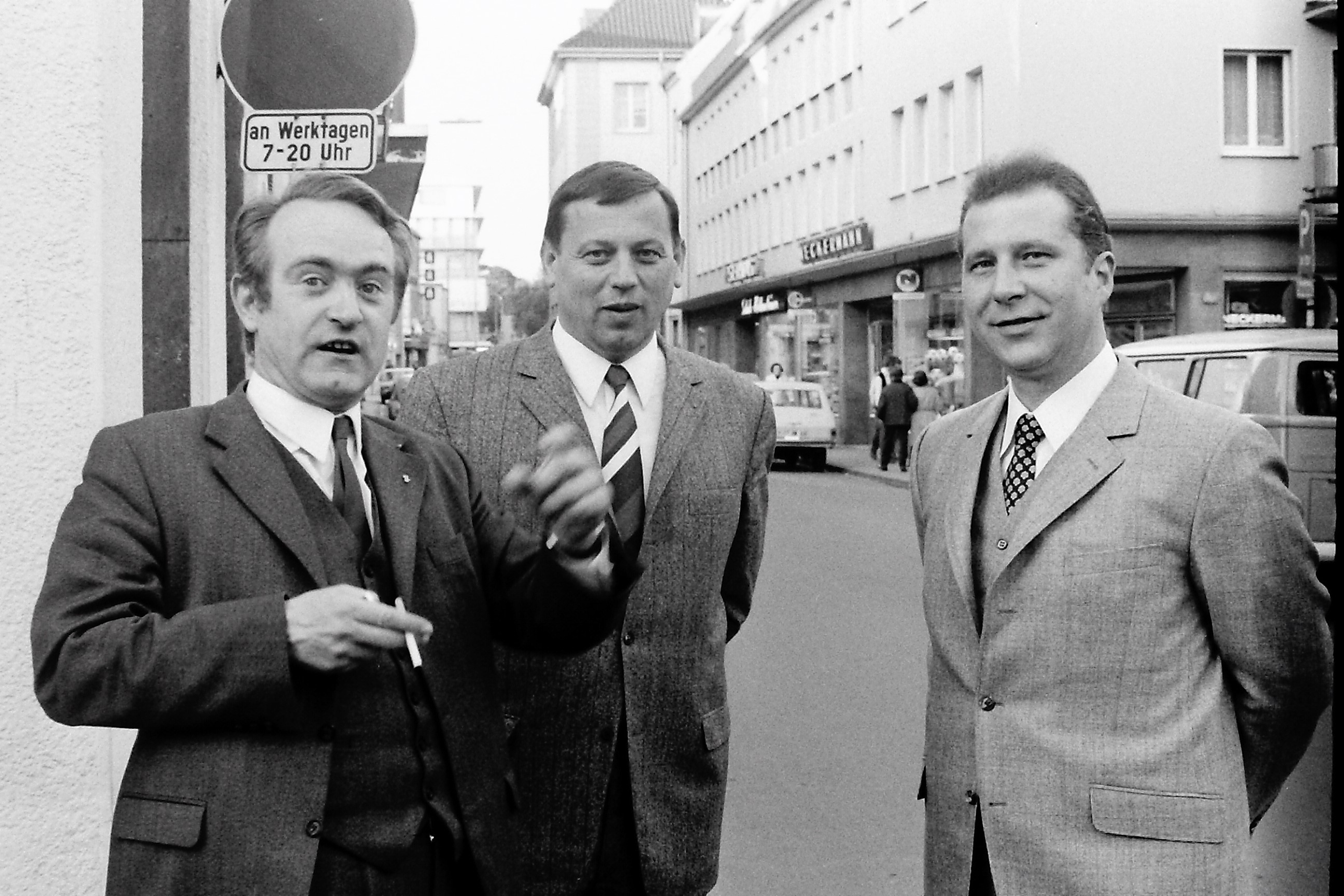
Johannes Rau besucht im Juni 1970 Krefeld.
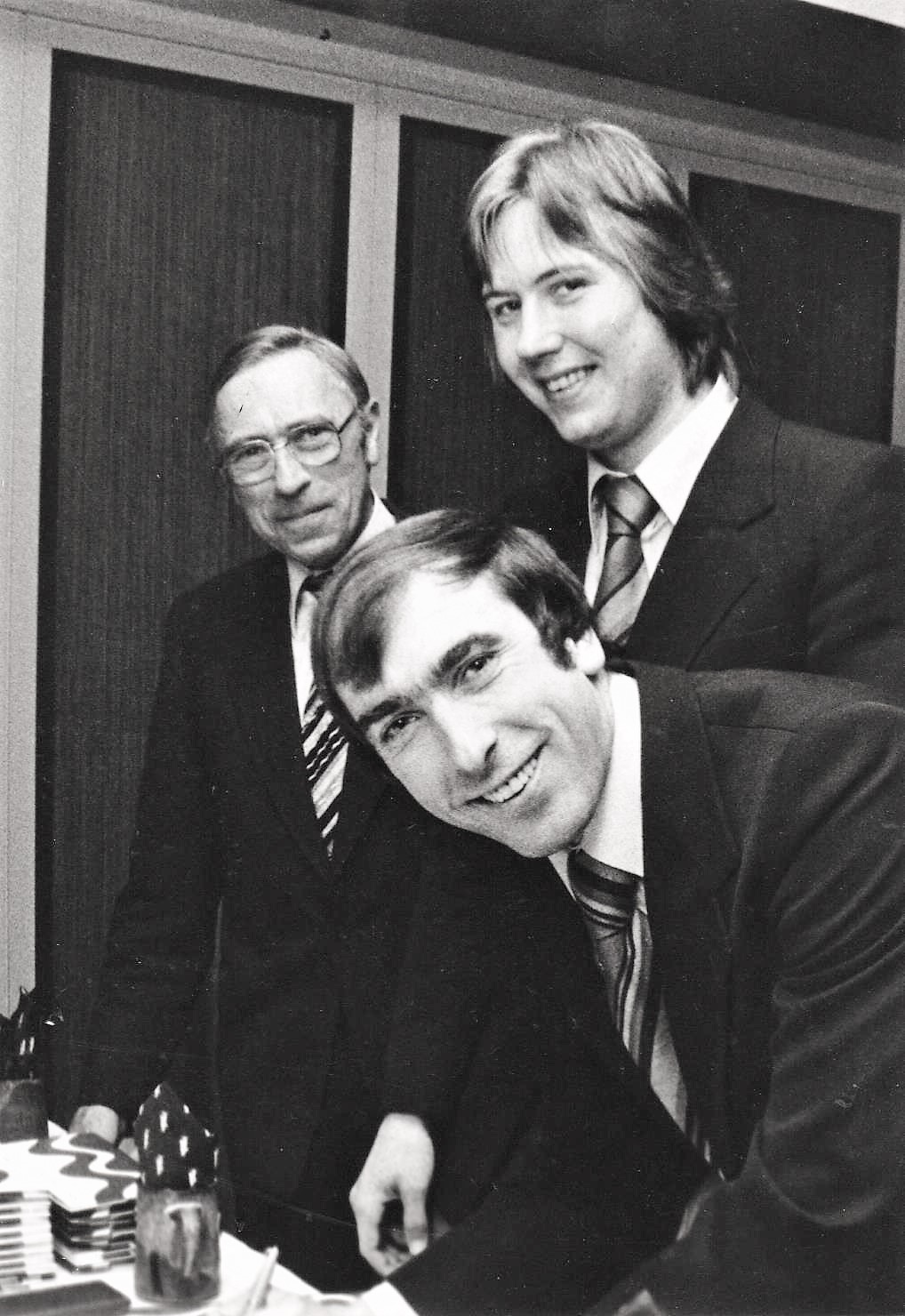
KEV-Eishockeyspieler Lothar Kremershof und Trainer Otto Schneitberger beim Krefelder Oberbürgermeister Hansheinz Hauser.
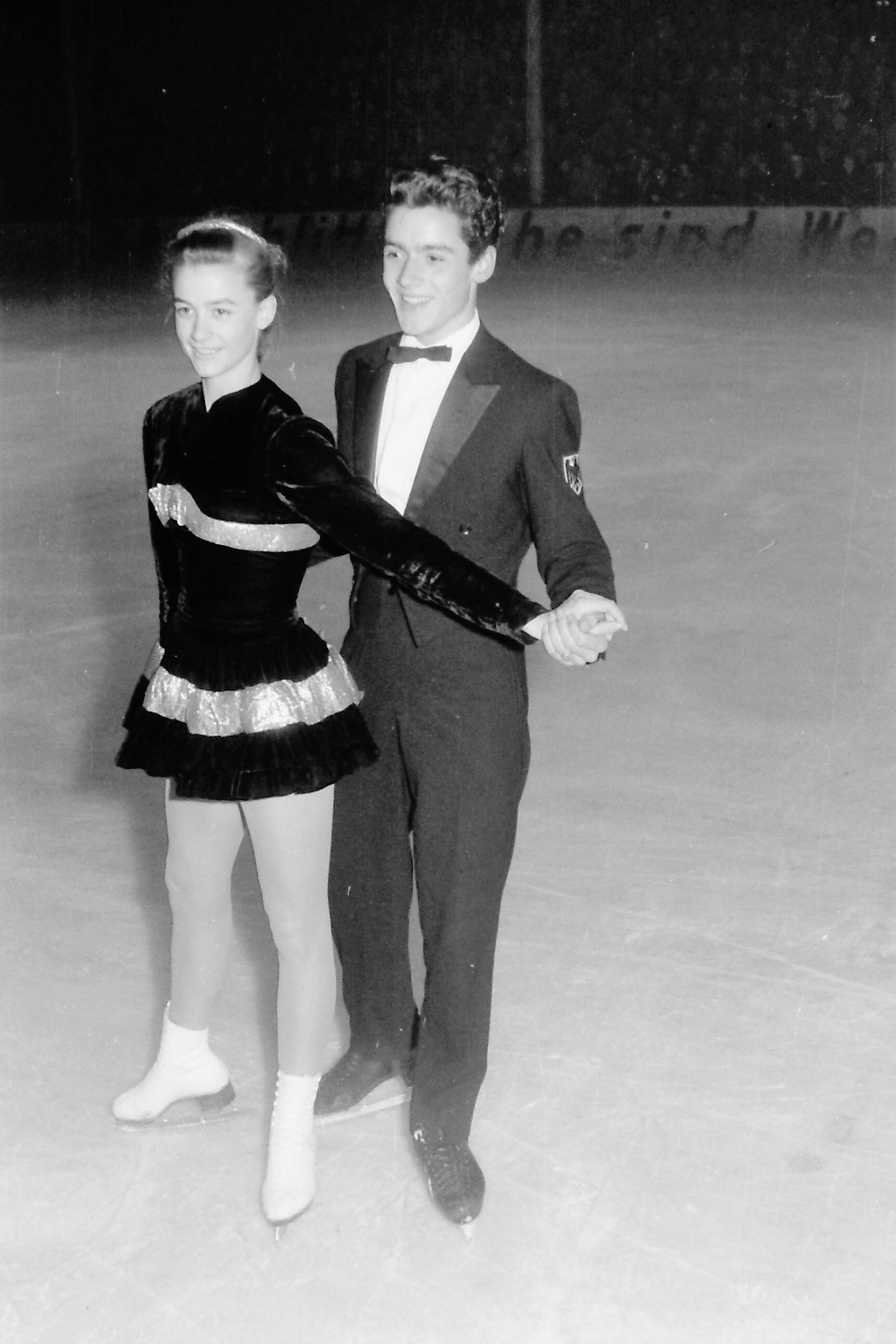
Marika Kilius und Hans-Jürgen Bäumler bei einer Eislaufveranstaltung im Krefelder Eisstadion am 25. Februar 1958.
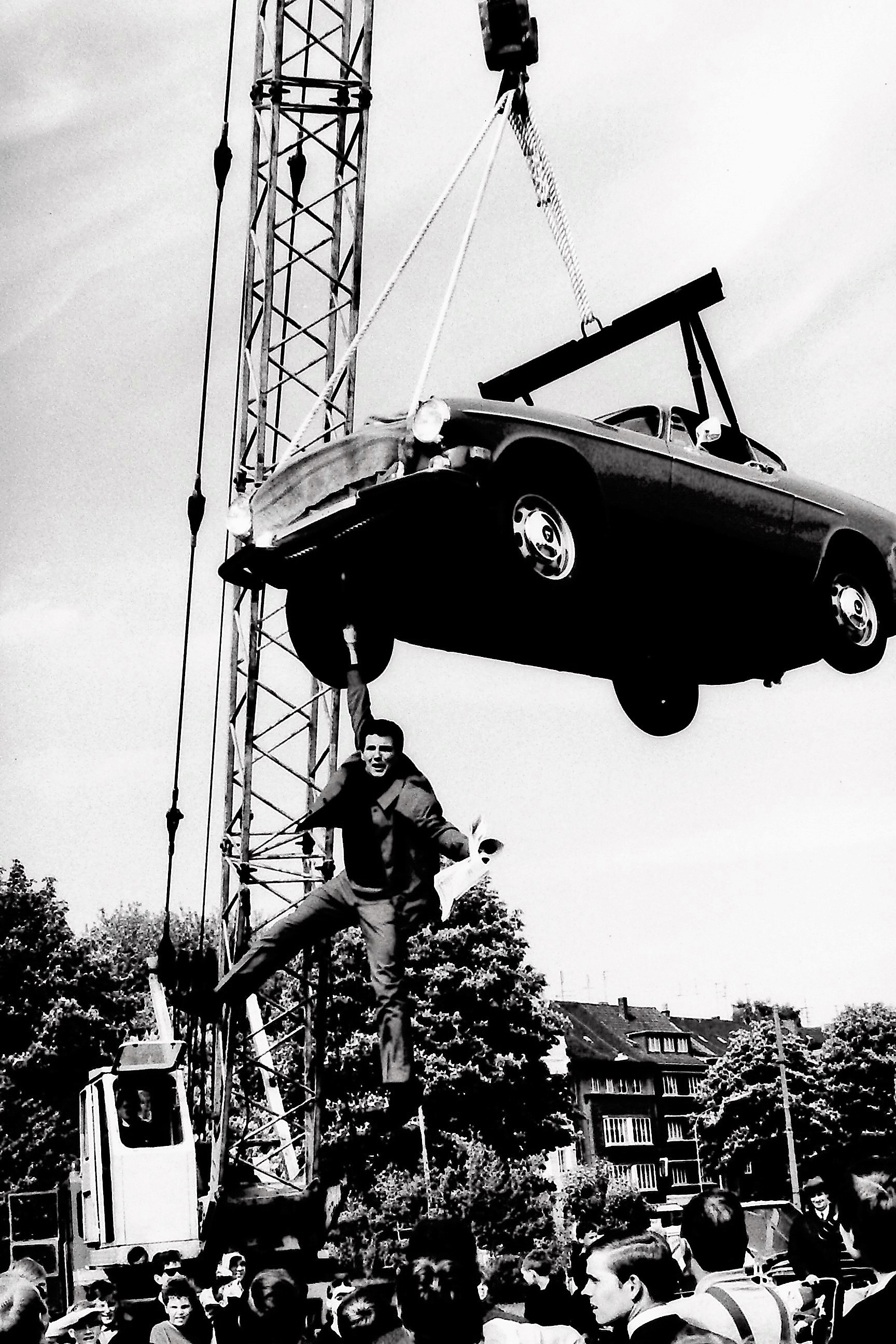
Stuntman Armin Dahl bei einer Promotion vom Krefelder Volvo-Autohändler am 25. Februar 1958.
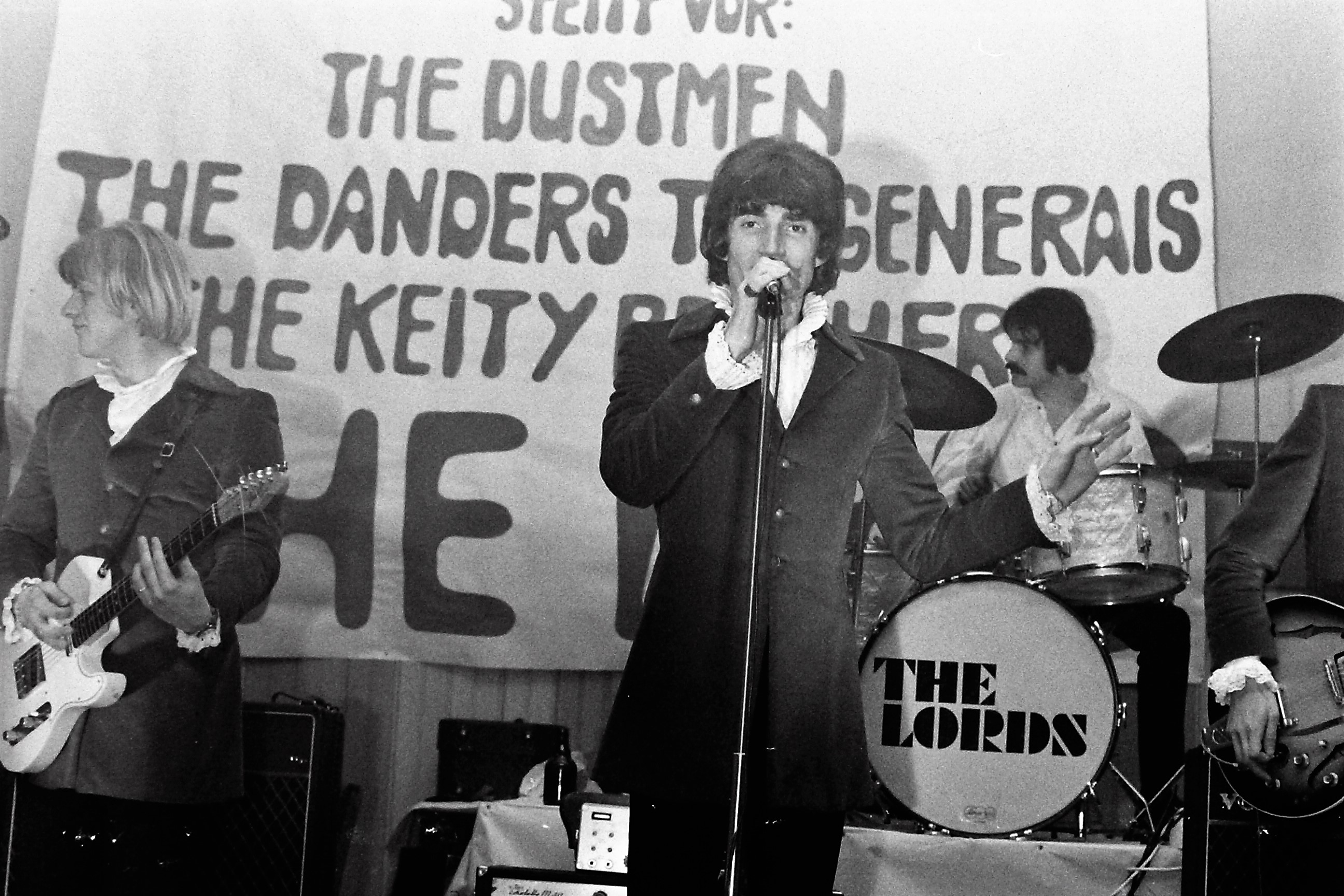
The Lords bei einem Konzert in Krefeld-Hüls am 30. März 1968.
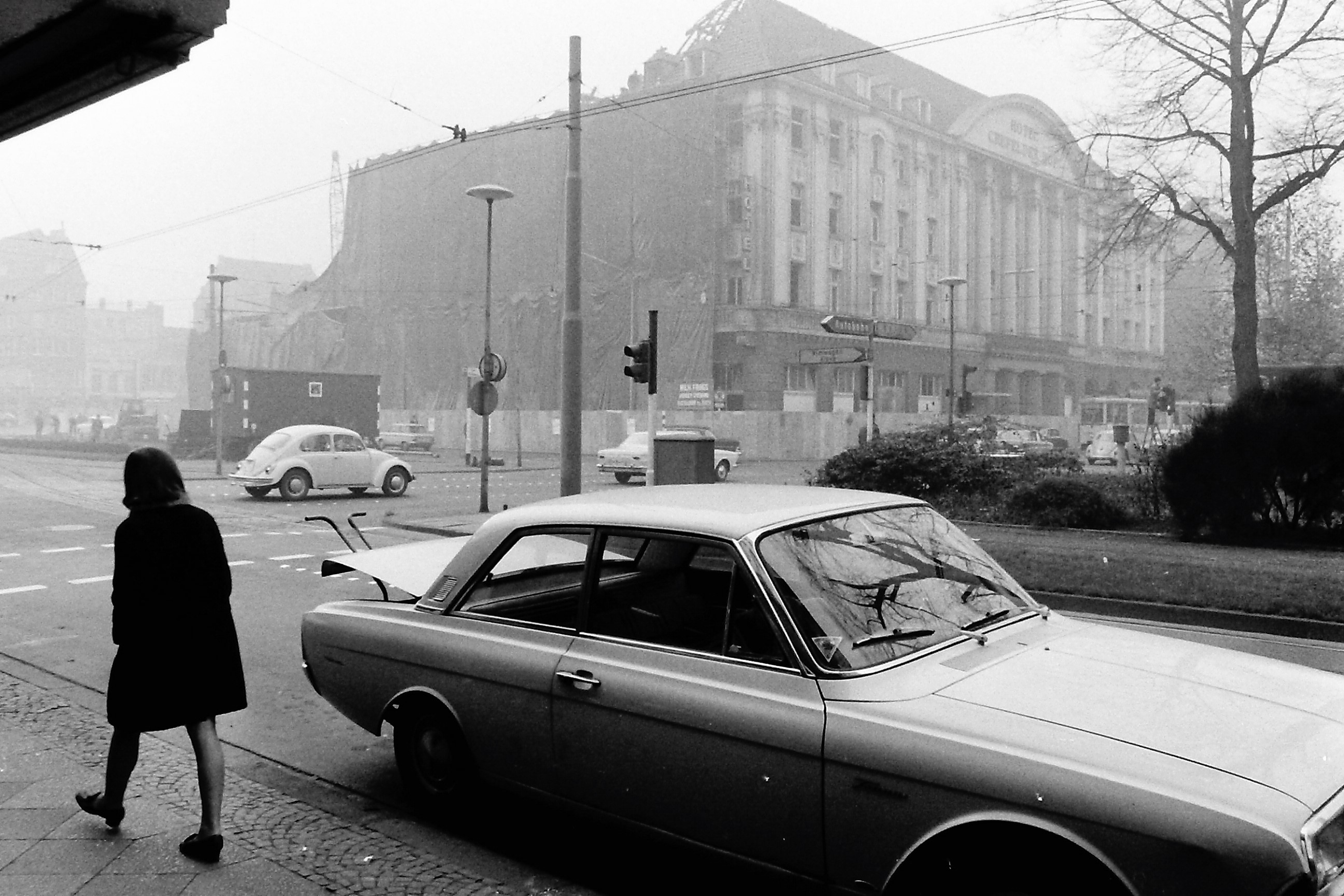
Das Hotel "Krefelder Hof" wird komplett abgerissen – dokumentiert am 13. November 1968.